# Carolina Pérez
Carolina Paz Pérez Dattari (1989) es una licenciada en literatura y lingüística, y política chilena, militante del Frente Amplio, que desde el 8 de septiembre de 2022 se desempeña como subsecretaria del Patrimonio Cultural de su país, bajo el gobierno del presidente Gabriel Boric.

## Biografía

### Formación
Entre 2007 y 2008, realizó un bachillerato en ciencias sociales y humanidades en la Pontificia Universidad Católica (PUC), y luego cursó una licenciatura en letras con mención lingüística y literatura hispánica en esa misma casa de estudios, egresando en 2012. Posteriormente, entre 2017 y 2018, efectuó un magíster en estudios del desarrollo, metodologías participativas, teorías del poder, teorías del cambio, participación, poder y cambio social en el Instituto de Estudios para el Desarrollo de la Universidad de Sussex, Inglaterra, donde egresó con distinción.

### Carrera profesional
En el ámbito laboral, en marzo de 2013, se incorporó a la fundación Techo como directora nacional del área de Trabajo, puesto que ocupó hasta diciembre del mismo año, pasando a desempeñarse como directora nacional de dirigentes y líderes sociales de la organización. Dejó el cargo en noviembre de 2014, y al mes siguiente, asumió como coordinadora de la Unidad de Participación Ciudadana de la extinta Dirección de Bibliotecas, Archivos y Museos (Dibam), nombrada en el marco del segundo gobierno de Michelle Bachelet hasta septiembre de 2017.

### Carrera política
En el ámbito político, entre diciembre de 2011 y diciembre de 2012, ejerció como consejera superior de la Federación de Estudiantes de la Universidad Católica (FEUC) por el movimiento Nueva Acción Universitaria, junto a Giorgio Jackson, Noam Titelman y Miguel Crispi.
Feminista y militante del partido Revolución Democrática (RD), entre enero y septiembre de 2017 formó parte del equipo estratégico de la campaña presidencial de la candidata del Frente Amplio (FA), Beatriz Sánchez. Además, simultáneamente fungió como miembro del equipo electoral del FA en las elecciones parlamentarias.
En junio de 2018 viajó a Brasil para actuar como miembro del equipo de la campaña presidencial de los militantes del Partido Socialismo y Liberad (PSOL), Guilherme Boulos y Sonia Guajajara, candidatos que no resultaron electos.
A partir de mayo de 2019, sirvió como asesora en participación y responsabilidad del senador y compañero de partido, Juan Ignacio Latorre, pasando en septiembre de ese año, a fungir como su jefa de gabinete. Abandonó el cargo en noviembre de 2020 y se integró como asesora a la Sociedad Alemana de Cooperación Internacional (GIZ).
En las elecciones de convencionales constituyentes del 15 y 16 de mayo de 2021, postuló como candidata por el distrito n° 11 (conformado por las comunas de Las Condes, Peñalolén, La Reina, Lo Barnechea y Vitacura) de la región Metropolitana de Santiago, en representación de su partido, dentro del pacto «Apruebo Dignidad», sin resultar electa. Beatriz Sánchez, también compitió en dichas elecciones, obteniendo el escaño constituyente; por consiguiente, se convirtió en su asesora en la Convención Constitucional desde julio de 2021 hasta marzo de 2022, fecha en que dejó el puesto para desempeñarse como asesora de la presidencia de la República en el gobierno del Gabriel Boric.
El 8 de septiembre, Boric efectuó cambios en la titularidad de seis subsecretarías de Estado, entre las cuales estaba la del Patrimonio Cultural, nombrándola en reemplazo de María Paulina Soto.

## Historial electoral

### Elecciones de convencionales constituyentes de 2021
- Elecciones de convencionales constituyentes por el distrito 11 (Peñalolén, Las Condes, La Reina, Vitacura y Lo Barnechea), Región Metropolitana[5]

| Candidato                   | Pacto                          | Partido | Votos  | %     | Resultado                  |
| --------------------------- | ------------------------------ | ------- | ------ | ----- | -------------------------- |
| Marcela Cubillos Sigall     | Vamos por Chile                | ILXP    | 84 055 | 21,85 | Convencional constituyente |
| Hernán Larraín Matte        | Vamos por Chile                | Evopoli | 29 373 | 7,63  | Convencional constituyente |
| Constanza Schonhaut Soto    | Apruebo Dignidad               | CS      | 21 536 | 5,60  | Convencional constituyente |
| Constanza Hube Portus       | Vamos por Chile                | UDI     | 18 804 | 4,89  | Convencional constituyente |
| Bernardo Fontaine Talavera  | Vamos por Chile                | ILXP    | 16 745 | 4,35  | Convencional constituyente |
| Soledad Mella Vidal         | La Lista del Pueblo            | ILXT    | 12 839 | 3,34  |                            |
| Paulina Kantor Pupkin       | Vamos por Chile                | Evopoli | 12 453 | 3,24  |                            |
| Patricio Fernández Chadwick | Lista del Apruebo              | Ind-PL  | 11 886 | 3,09  | Convencional constituyente |
| Sara Larraín Ruiz-Tagle     | Lista del Apruebo              | ILYB    | 11 320 | 2,95  |                            |
| Henry Boys Loeb             | Independiente (Fuera de Pacto) | Ind.    | 11 022 | 2,87  |                            |
| Mariana Aylwin Oyarzún      | Independientes por Chile       | ILZY    | 10 690 | 2,78  |                            |
| Carolina Pérez Dattari      | Apruebo Dignidad               | RD      | 4 393  | 1,14  |                            |
| Javiera Toro Cáceres        | Apruebo Dignidad               | COM     | 4 389  | 1,14  |                            |